# Pyrrhia immixta
Pyrrhia immixta là một loài bướm đêm trong họ Noctuidae.